# Giovanni Maria Bua
Giovanni Maria Pantaleone Giacomo Bua (Oschiri, 25 luglio 1773 – Nuoro, 24 ottobre 1840) è stato un arcivescovo cattolico italiano.

## Biografia
Nel Libro dei battezzati della parrocchia Beata Vergine Immacolata di Oschiri si legge:
Anno Domini millesimo septingentesimo septuagesimo tertio die vigesima sexta mensis julii ego infrascriptus Curatus hujus Parochialis ecclesiae titulo Immaculatae Conceptionis B.M. Virginis oppidi di Osquiri baptisavi infantem heri natum ex Petro Bua Taras et Maria Taras legittimis conjugibus hujus Parochiae, cui impositum est nomen Johannes Maria Pantaleon Jacobus. Patrini fuerunt Vincentius Bua, et Maria Bua filia Joannis Mariae Bua et Franciscae Taras de quibus. Petrus Paulu Sirus Curatus.
Laureato in teologia, viene ordinato diacono il 4 giugno 1797 e ordinato sacerdote tre giorni dopo. Il vescovo della diocesi di Alghero, cui allora la parrocchia di Oschiri faceva parte, lo mandò parroco in qualità di vicario perpetuo al proprio paese, diviso allora in partiti intenti a distruggersi a vicenda, con lo scopo di riportavi la pace. Per trent'anni resse quella parrocchia, e da lì venne promosso arcivescovo di Oristano da papa Leone XII, ricevendo anche l'incarico di amministratore apostolico della diocesi di Galtellì-Nuoro, a motivo del fatto che il suo vescovo, Antonio Maria Casabianca, era stato interdetto da detto ufficio.
Viene consacrato in Sassari il 5 giugno 1828 da Carlo Tommaso Arnosio, arcivescovo di Sassari, assistenti il vescovo di Bosa Francesco Tola e quello di Bisarcio Domenico Pes. Il nuovo presule andò subito a Nuoro, dove realizzò il seminario tridentino, di fatto la prima scuola pubblica della città, la chiesa cattedrale di Santa Maria della Neve e restaurò l'Episcopio. 
Prese possesso della sede di Oristano il 5 dicembre 1828, e qua ebbe riguardo particolarmente per la cura spirituale, esercitata da due parroci, detti "domieri", stipendiati uno dall'arcivescovo, e l'altro dal capitolo.
Nel governo della diocesi di Galtellì-Nuoro rimane fondamentale, oltre alle già citate opere edilizie, l'impulso dato all'agricoltura nuorese con l'introduzione della coltivazione della patata.
I forti legami di stima che ebbe ad intrattenere con i Savoia gli diedero gli strumenti utili per far elevare il comune di Nuoro al rango di città, a patto comunque che il carico delle imposte rimanesse invariato: oltre al centro barbaricino, nella stessa patente regia venne elevata al rango di città Ozieri e Tempio. I nuoresi, per riconoscenza verso monsignor Bua, decisero allora di adottare come stemma cittadino il suo stemma episcopale: il bue, i monti e il sole raggiante.
Le sue spoglie furono dapprima inumate dai nuoresi nella chiesa della Purissima, ma le forti proteste degli oristanesi fece in modo che, dopo il diretto intervento della Santa Sede, il presule fosse traslato nella cattedrale della diocesi arborense.

## Genealogia episcopale
La genealogia episcopale è:
- Cardinale Scipione Rebiba
- Cardinale Giulio Antonio Santori
- Cardinale Girolamo Bernerio, O.P.
- Arcivescovo Galeazzo Sanvitale
- Cardinale Ludovico Ludovisi
- Cardinale Luigi Caetani
- Cardinale Ulderico Carpegna
- Cardinale Paluzzo Paluzzi Altieri degli Albertoni
- Papa Benedetto XIII
- Papa Benedetto XIV
- Papa Clemente XIII
- Cardinale Marcantonio Colonna
- Cardinale Giacinto Sigismondo Gerdil, B.
- Cardinale Paolo Giuseppe Solaro di Villanova
- Arcivescovo Columbano Giovanni Battista Carlo Gaspare Chiaverotti
- Arcivescovo Carlo Tommaso Arnosio
- Arcivescovo Giovanni Maria Bua